# Sezgin Coşkun
Sezgin Coşkun (sinh 23 tháng 8 năm 1984) là một cầu thủ bóng đá Thổ Nhĩ Kỳ thi đấu cho Elazığspor ở vị trí hậu vệ phải và trung vệ nhờ khả năng không chiến và kĩ năng tỳ đè tốt.